# Voisin III
Le Voisin III (ou Voisin 3) est un bombardier et un avion d'attaque au sol biplace produit par l'entreprise Voisin Frères pendant la Première Guerre mondiale. Un des premiers avions dans son genre, il est également le premier avion à remporter une victoire aérienne pendant la Grande Guerre en abattant un avion ennemi.
Biplan à hélice propulsive, conçu par Gabriel Voisin en 1914, il consiste en une version améliorée du Voisin I, produit en 1912. Sa structure en acier léger qui lui donnait une plus grande résistance, notamment lors des atterrissages sur les aérodromes temporaires en temps de guerre. Son moteur radial Salmson 9M de 120 ch remplaçait le moteur rotatif Gnome de 70 ch.

## Première Guerre mondiale

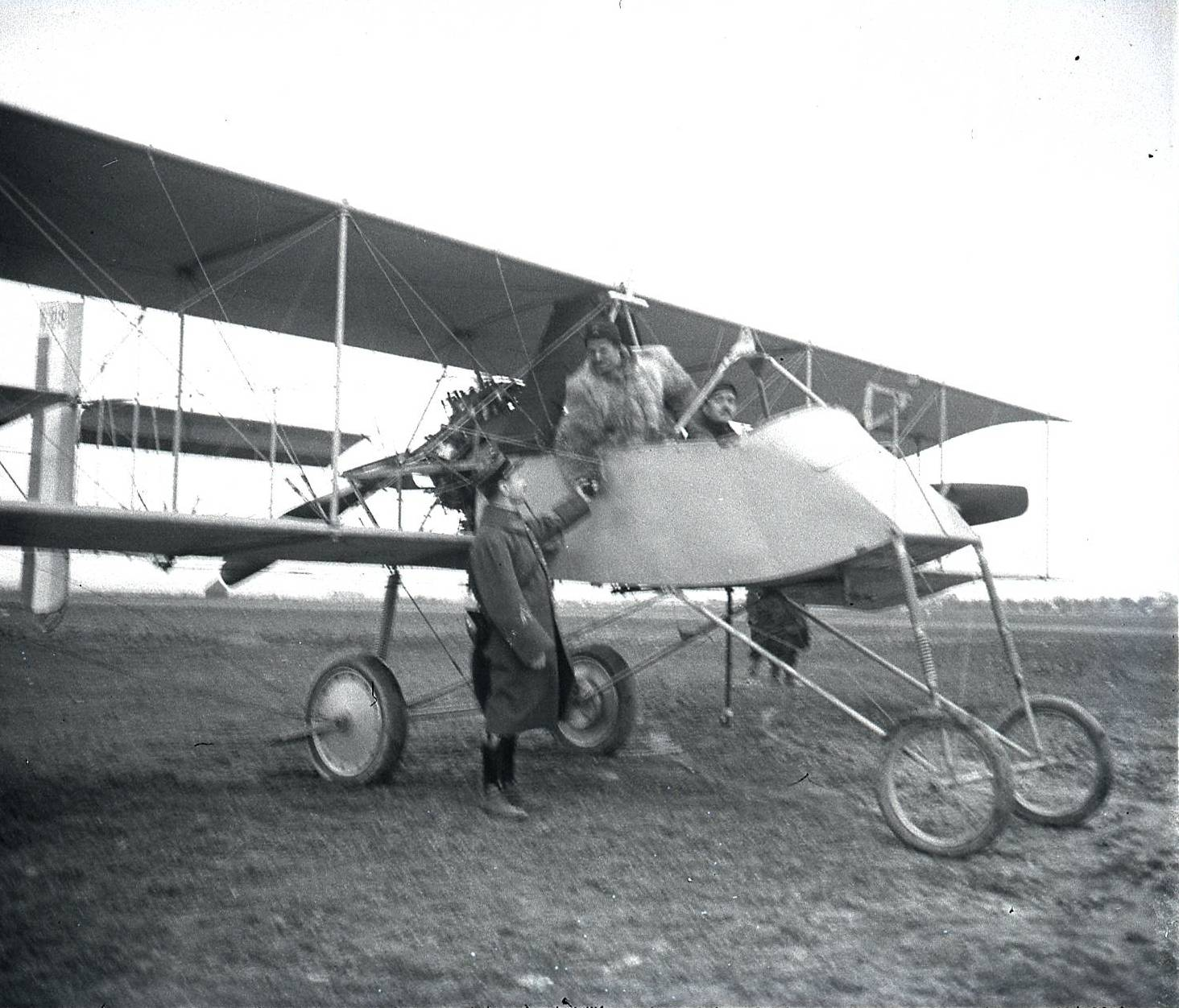
Amiens. Avion biplan Voisin et trois militaires - Fonds Berthelé - 49Fi194

Au début de la guerre, le Voisin III devient le bombardier le plus utilisé par les Alliés. De nombreux exemplaires sont achetés par Aéronautique militaire française et par l'Armée de l'air impériale russe. La Russie en commande 800 à la France et en fait construire 400 autres sous licence par DUX à Moscou. Environ 100 sont construits en Italie, et 50 au Royaume-Uni, alors que la Belgique et la Roumanie passent également commande pour leurs armées respectives.
Comme beaucoup d'autres avions à l'époque, le Voisin III était un avion à usages multiples. Les missions qui lui étaient confiées en faisaient un avion de reconnaissance, d'entraînement, un bombardier de jour et de nuit et un avion d'attaque au sol.

### Chasseur

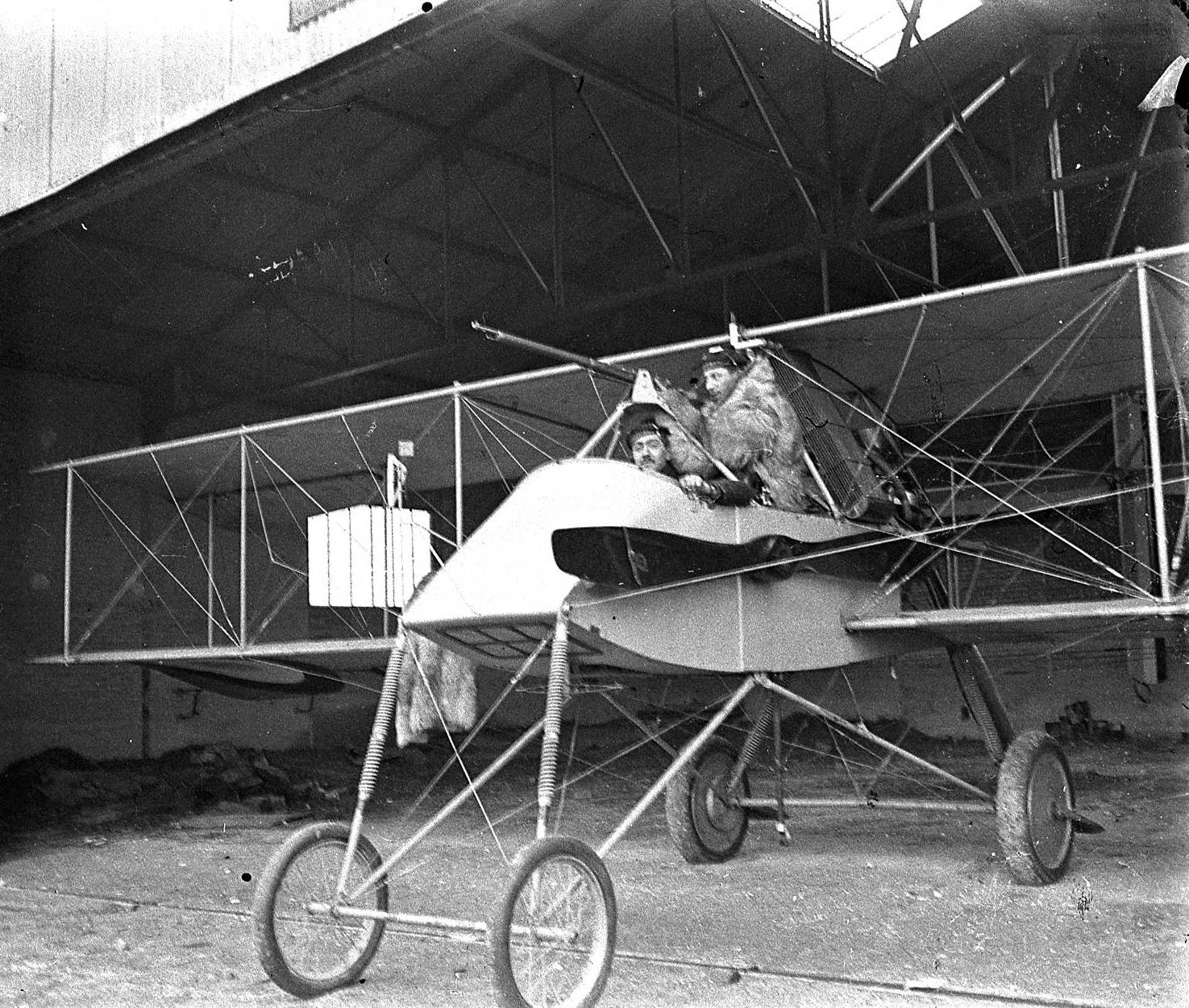
L'observateur tire par-dessus le pilote en appui sur un trépied, 1915.

Le 5 octobre 1914, au-dessus de Jonchery-sur-Vesle (près de Reims), le lieutenant Joseph Frantz et le caporal Louis Quenault de l'Escadrille VB24 remportent la première victoire aérienne de la guerre (sans compter l'abordage volontaire - voir Piotr Nesterov), en abattant un Aviatik B.II avec une mitrailleuse embarquée. Quénault tira deux salves de munitions avant que sa mitrailleuse Hotchkiss M1909 de 8 mm ne s'enraye. L'oberleutnant Fritz von Zangen et le sergent Wilhelm Schlichting de la FFA 18, répondirent au feu avec des fusils, sans succès, avant d'être abattus. Ils ne survécurent pas à la chute. Cette victoire aérienne est considérée comme la première de l'histoire de l'aviation,.

### Bombardier

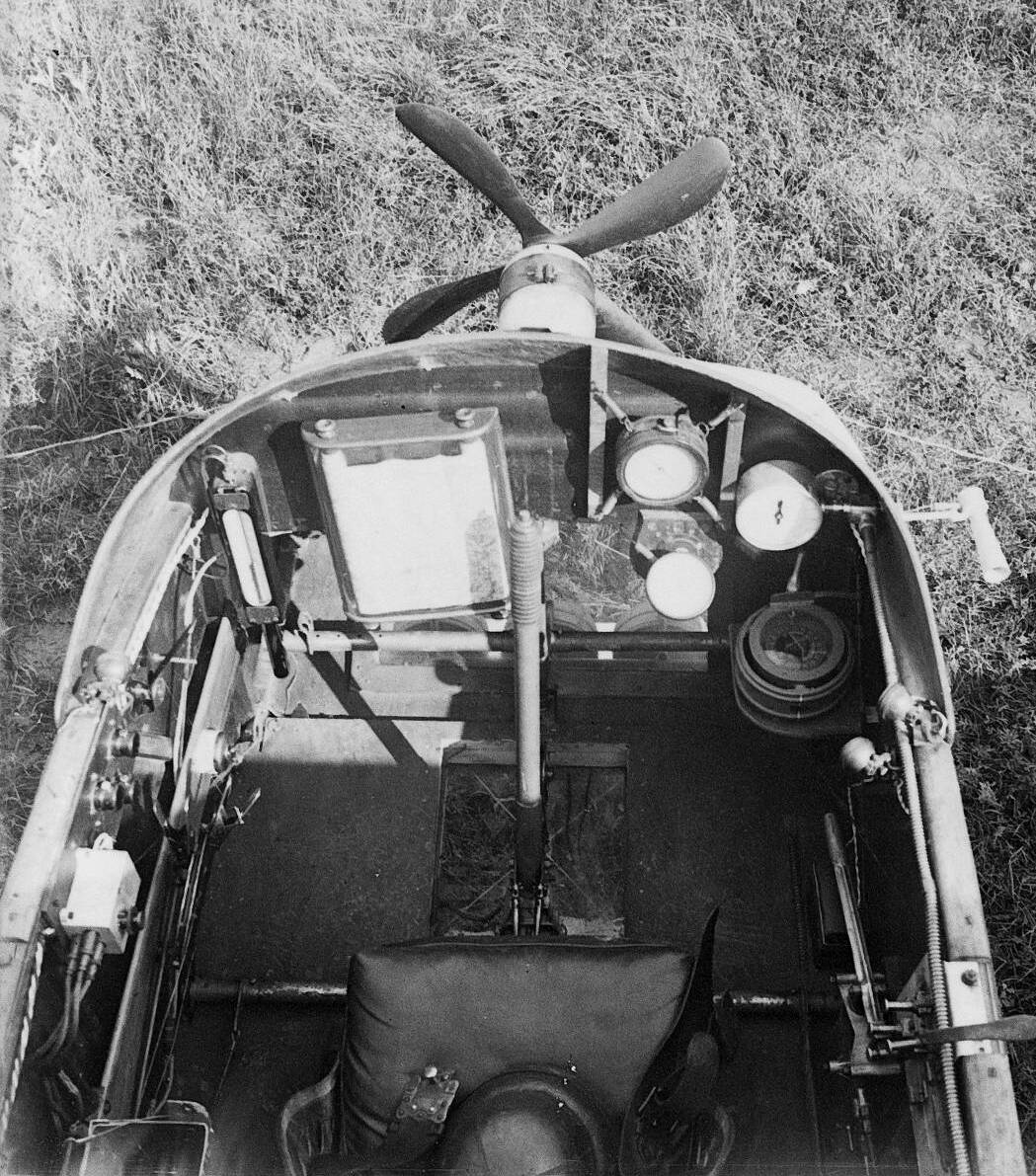
instruments à bord

Le Voisin III est également un des premiers avions utilisés comme bombardier. Sa structure en acier lui permettait d'embarquer environ 150 kg de bombes. Certaines variantes améliorées permirent de doubler cette masse.

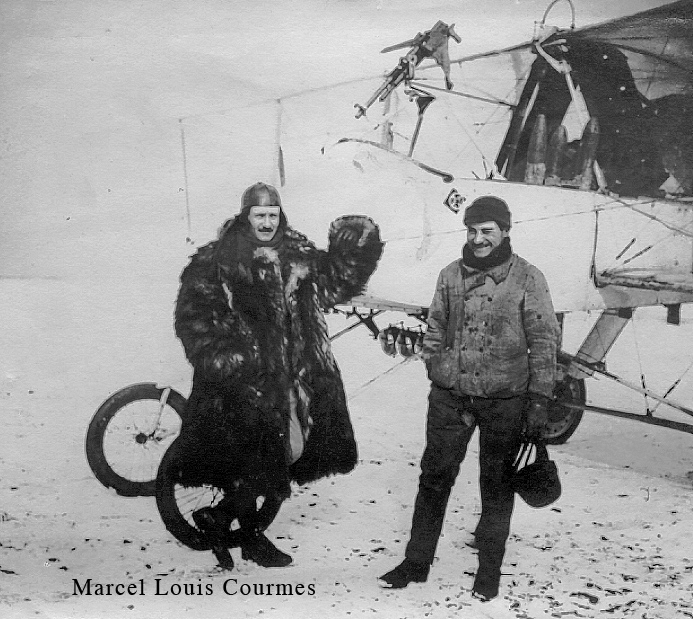
Marcel Courmes, officier français et pilote, 2e groupe de bombardement, août 1915.

Sur le Front Ouest, la France est le premier pays à avoir mis en place des unités composées exclusivement de bombardiers, équipées de Voisin. Le premier Groupe de Bombardement (GB1), formé en septembre 1914 et placé sous la direction du Commandant de Goÿs comprend trois escadrilles. La contribution théorique, mais aussi tactique, de De Goÿs aux missions de bombardement fut particulièrement importante. Sans opposition ennemie, le GB1 put mener une intense campagne de bombardement pendant les premiers mois de 1915, culminant avec le bombardement des usines Badische Anilin Gesellschaft à Ludwigshafen, Allemagne, le 26 mai 1915, en réponse à l'introduction, par les Allemands, du gaz moutarde. Sur les 18 avions qui prirent part à l'attaque, seul celui de De Goÿs manquait à l'appel, son Voisin ayant été contraint d'atterrir à cause d'une panne mécanique.
À la suite des succès du GB1, d'autres groupes de bombardement sont constitués et des attaques en Allemagne à l'été et à l'automne 1915 impliquèrent jusqu'à 62 avions. Mais, en 1916, les avancées technologiques rendirent le Voisin III obsolète et de plus en plus vulnérable face aux chasseurs allemands. La décision fut alors prise de retirer le Voisin III des opérations diurnes. Il sera remplacé, entre autres, par le Voisin V.

## Variantes
- Voisin III : Bombardier biplace et avion d'attaque au sol, également connu sous le nom de Voisin Type LA.
- Voisin Type LAS : Version améliorée.

## Service
Belgique
 France
- Aéronautique militaire française
- Marine nationale

 Italie
 Roumanie
 Russie
- Armée de l'air impériale russe

 Ukrainedeux avions
 Royaume-Uni
- Royal Flying Corps
- Royal Naval Air Service

## Conception
Le premier Voisin III était initialement propulsé par un moteur Salmson M9 de 120 chevaux, puis plus tard par le P9 et R9 de 150 ch. Il avait un rayon d'action de 200 km, une vitesse maximale de 105–113 km/h et un plafond de 3 350–6 000 m (selon les sources).
Les premiers avions étaient équipés de fusils-mitrailleurs (Hotchkiss Mle 1914) fixés au fuselage et actionnés par un observateur debout, les modèles suivants furent équipés de canons de 37 mm ou 47 mm adaptés pour l'attaque au sol. Il pouvait emporter jusqu'à 55 kg, 60 kg ou 150 kg de bombes (selon les sources).

## Caractéristiques (Voisin LA)
Données de The Aeroplanes of the Royal Flying Corps (Military Wing)
Caractéristiques générales
- Équipage : 2
- Longueur : 9,50 m
- Envergure : 14,74 m
- Hauteur : 2,95 m
- Surface alaire : 49,7 m²
- Masse à vide : 950 kg
- Masse typique : 1 350 kg
- Moteur : 1   moteur en étoile refroidi à l'eau Salmson M9 de 97 kW (130 ch)

 Performances 
- Vitesse maximale : 105 km/h (57 nœuds) au niveau de la mer
- Autonomie: 4 heures ½
- Monte à 1 000 m : 12 min
- Monte à  2 000 m : 30 min

Armement

- Canons : 1 Lewis Mark I de .303 in (7.7 mm)
- Bombes : jusqu'à 91 kg de bombes

## Postérité
Il existe une réplique (taille réelle) du Voisin III LA au Pearson Air Museum à Vancouver, WA près de Portland, Oregon.